# Chapter Four: The Last Picture Show
"Chapter Four: The Last Picture Show" é o quarto episódio da primeira temporada da série da The CW, Riverdale. Foi escrito por Michael Grassi e dirigido por Mark Piznarski, estreou em 16 de fevereiro de 2017.

## Sinopse
Quando Jughead descobre que um comprador anônimo tem planos de demolir o drive-in local, ele luta desesperadamente para mantê-lo aberto. Betty encontra sua amizade com Archie na linha depois de tropeçar em informações surpreendentes que descobriu sobre a senhorita Grundy. Por outro lado, Verônica confronta sua mãe Hermione sobre uma reunião suspeita que ela testemunhou entre sua mãe e uma sombria Serpente do sul. Finalmente, depois de descobrir o diário de Betty, Alice encontra a oportunidade perfeita para destruir a imagem de menino de ouro de Archie.

## Audiência
O episódio foi assistido por 1,14 milhão de espectadores, recebendo 0,4 milhão entre os espectadores entre 18 e 49 anos.